# オランピアソワレ
『オランピアソワレ』は、オトメイトより2020年4月16日に発売されたNintendo Switch用ゲームソフト。

## 概要
2018年9月8日・9日に開催された「オトメイトパーティー2018」にて新作ゲームとして発表された。また、2019年6月1日・2日に開催された「オトメイトパーティー2019」にてキャストの情報が公開された。

## あらすじ
持って生まれた色が原始の色である「赤」「青」「黄」に近ければ近いほど良いとされる色の階級により格差された天供島で、島で唯一無二の「白」を持つ少女がいた。18歳となった少女は、たった一つの色である「白」を保持する義務のために、交配相手となる運命の相手を探すこととなる。

## 登場人物

### メインキャラクター
オランピア
※名前のみ変更可能（あだ名はオランピアで固定）
「天命/生命」
本作の主人公。18歳。色層：特色「白」
島でたった一人存在する「白」を持つ少女。人々からは「オランピア」と呼ばれているが、名前（真の名）は別にある。
両親はいない。白鼠三兄妹「だいふく」の飼い主。
朱砂（あかざ）
声 - 松岡禎丞
「業/愛」
島の中立組織「コトワリ」の所長。色層：原色「赤」
オランピアの保護・管理のため、オランピアに交配相手を早く探すように要請する。冷静で何事にも動じないため周囲からは鉄仮面と言われているが、面倒見はよい性格。
玄葉（くろば）
声 - 杉田智和
「未開/未来」
島の中立組織「コトワリ」の副所長。色層：化色「黒」
免疫について研究をしている医学博士。場の空気を読むことが上手く人当たりが良いが、島の階級制度をよく思っていない。右の目元の黒子が特徴。
璃空（りくう）
声 - 島﨑信長
「戒/絆」
島の黄泉警邏隊所属の軍人。色層：原色「青」
次期「青」の長。真面目で融通が利かず、曲がったことが嫌いな性格。
天草四郎時貞（あまくさ しろう ときさだ）
声 - 上村祐翔
「瑕瑾/発芽」
マレビトの一人。色層：独色「緑」
天供島漂着以前の記憶はあるものの「緑」に帰化し、現在は「緑」の長の元で生活している。白鼠三兄妹「パリス」の飼い主。
縁（よすが）
声 - 内田雄馬
「断罪/救済」
黄泉にある湯屋「死菫城」の主人。色層：独色「紫」
黄泉一大きい店を持つ、黄泉を代表する権力者。地獄大夫と名乗っている。特技は占い。
ヒムカ
声 - 堀江瞬
「死/生」
黄泉で「弔い屋」をしている少年。色層：無色
人と関わるのを避け、周囲に自身のことを話すこともないため、彼を知る者はほとんどいない。

### サブキャラクター
道摩大師（どうまだいし）
声 - 速水奨
「黄」の長。マレビトの一人。
慈眼大師（じげんだいし）
声 - 宮本充
「赤」の長。マレビトの一人。
珠藍大姉（しゅらだいし）
声 - 沢城みゆき
「青」の長。
月黄泉（つくよみ）
声 - 興津和幸
黄泉の最下層である「奈落」に住んでいる。
カメリア
声 - 引坂理絵
黄泉の「死菫城」で働くメイド。白鼠三兄妹「ジュリエット」の飼い主。
海浬（はいり）
声 - 真堂圭
黄泉の孤児院育ちで瓦版と辻占の売り子の少年。
明日羽（あすは）
声 - 大内櫻子
黄泉にある月時計広場で靴磨きをしている少年。
柑南（かなん）
声 - 柴崎哲志
「橙」の長。瓦版の総元締め。刈稲の双子の弟。
刈稲（かいな）
声 - 村田太志
元は「黄」であったが重罪人となり黄泉に追放された。柑南の双子の兄。
薙草（なぐさ）
声 - 駒田航
「黄緑」の長の息子で次期「黄緑」の長。
叉梗（さきょう）
声 - 村井雄治
島の天真医療院の医院長。玄葉の元上司。
だいふく
声 - 堀江瞬
白鼠三兄妹の長男。
パリス
声 - 上村祐翔
白鼠三兄妹の次男。
ジュリエット
声 - 引坂理絵
白鼠三兄妹の末っ子でだいふく・パリスの妹。

## 用語
天供島（てんぐうとう）
色層と呼ばれる階級社会が根付いた島。卑流呼と「赤」「青」「黄」の長が島を治めている。島の隣には天女島という島がある。
「白」を持つ者が唯一、舞を舞うことによって島の闇を追い払い太陽を輝かせることができる力を持つ。
色層（しきそう）
持って生まれた色で区別される色の階級。階級の高いものから順に特色→原色→独色→有色・甲→有色・乙→無色→化色となっている。
交配（こうはい）
色の組み合わせで選ばれた相手と結ばれること。色層が高いほど交配した色が濁らないと言われている。
黄泉（よみ）
天供島の地下。地上に住む資格がない者が暮らしている。黄泉の住人は地上へ出られないが、地上の住人は許可証があれば自由に黄泉に出入りができる。
コトワリ
情報を管理し、未来に残す価値があるか選定し保存する中立組織。色の管理も行っている。
黄泉警邏隊（よみけいらたい）
島の軍組織の一つ。黄泉に繋がる鳥居「クナド」の警備・通行の管理と黄泉の巡回を主な仕事としている。
マレビト
漂流し天供島に流れ着いた者の呼び名。島ではマレビトであった卑流呼と同様に神に近い存在とされている。

## スタッフ
- ディレクター - 渡邉渡
- イラストレーター - さとい
- シナリオ - 片桐由摩

## 主題歌
オープニング主題歌「たとえともに」
作詞 - ENA☆ / 作曲 - 横山克 / 編曲 - 内藤慎也 / 歌 - ENA
エンディング主題歌1「誰よりも」
作詞 - ENA☆ / 作曲 - 後藤康二（ck510） / 編曲 - 内藤慎也 / 歌 - ENA
エンディング主題歌2「ひとこと」
作詞 - ENA☆ / 作曲 - 大西克巳 / 編曲 - 内藤慎也 / 歌 - ENA

## 関連商品

### CD
- オランピアソワレ Theme SONGS（2020年4月16日、Capriccio Music Records / CAP-003）- アーティスト：ENA
  - 収録曲

  1. オープニングテーマ「たとえともに」
  2. エンディングテーマ「誰よりも」
  3. エンディングテーマ「ひとこと」
  4. 「たとえともに」（カラオケ）
  5. 「誰よりも」（カラオケ）
  6. 「ひとこと」（カラオケ）

### 書籍
- オランピアソワレ公式ビジュアルファンブック Nuit Blanche（2022年4月26日、宙出版 / ISBN 978-4776797234）

## イベント
長編朗読劇イベント『オトメイトドラマティックシアター』の第1弾として、『オランピアソワレ～Un Cadeau pour toi～』が2022年4月24日に福生市民会館 大ホールで昼夜2公演にて開催された。制作：ハンズオン・エンタテインメント、主催：アイディアファクトリー。